# Monolepta terminata
Monolepta terminata is een keversoort uit de familie bladkevers (Chrysomelidae). De wetenschappelijke naam van de soort werd in 1830 gepubliceerd door Félix Édouard Guérin-Méneville.